# Municipio de Covington (Illinois)
El municipio de Covington (en inglés: Covington Township) es un municipio ubicado en el condado de Washington en el estado estadounidense de Illinois. En el año 2010 tenía una población de 418 habitantes y una densidad poblacional de 4,07 personas por km².

## Geografía
El municipio de Covington se encuentra ubicado en las coordenadas 38°26′20″N 89°25′23″O / 38.43889, -89.42306. Según la Oficina del Censo de los Estados Unidos, el municipio tiene una superficie total de 102.8 km², de la cual 102,61 km² corresponden a tierra firme y (0,18 %) 0,19 km² es agua.

## Demografía
Según el censo de 2010, había 418 personas residiendo en el municipio de Covington. La densidad de población era de 4,07 hab./km². De los 418 habitantes, el municipio de Covington estaba compuesto por el 97,85 % blancos, el 0,72 % eran amerindios, el 0,96 % eran de otras razas y el 0,48 % eran de una mezcla de razas. Del total de la población el 1,67 % eran hispanos o latinos de cualquier raza.